# Абдул-Махди, Адиль
Ади́ль Абду́л-Махди́ аль-Мунта́фики (араб. عادل عبد المهدي المنتفكي‎; род. 1 января 1942 года, Багдад, Багдад, Королевство Ирак) — иракский шиитский государственный и политический деятель, экономист. До недавнего времени являлся одним из старейших членов Верховного исламского совета Ирака. В разные годы занимал посты министра нефтяной промышленности (2014—2016), финансов (2004—2006) и вице-президента Ирака (2005—2011). С 25 октября 2018 года по 1 декабря 2019 года занимал пост премьер-министра Ирака.

## Биография
Будучи сыном уважаемого шиитского священнослужителя, занимавшегося пост министра во времена монархического Ирака, Адиль Абдул-Махди получил среднее образование в основанном американскими иезуитами элитном Багдадском колледже. В 1963 году получил степень бакалавра экономики в Багдадском университете. Два года спустя начал работать в качестве третьего секретаря министра иностранных дел Ирака. Продолжил изучение экономики во Франции, где находился в изгнании с 1969 года. Работал в различных аналитических центрах, редактировал журналы на французском и арабском языках.

## Политическая деятельность
В 1970-х Адиль Абдул-Махди был ведущим членом иракской коммунистической партии (ИКП). После раскола ИКП на две фракции — одна из которых симпатизировала военным правительствам, управляющим Ираком с 1958 года, а вторая отвергала любые формы сотрудничества с антипрогрессивными режимами, был активным последователем второй фракции вплоть до 1980 года. К тому времени Абдул-Махди проникся идеями исламского Ирана и примкнул к исламистам, когда аятолла Хомейни фактически ликвидировал коммунистов и другие оппозиционные либеральные группы в Иране. Впоследствии привёл отпочковавшуюся фракцию ИКП к иранцам, отказавшись от своего марксистского прошлого, направив усилия возглавляемой им группы на пропаганду идей Хомейни во Франции, где он жил в то время. В конечном итоге Абдул-Махди стал членом Высшего совета исламской революции в Ираке, оппозиционной партией в изгнании, созданной Ираном в Тегеране в 1982 году, в которую входили преимущественно иракские эмигранты.
В 2006 году уходя с поста вице-президента Ирака, Абдул-Махди безуспешно баллотировался на пост премьер-министра Ирака от Национальной иракской коалиции (НИК) против действующего Ибрахима аль-Джафари, проиграв с разницей в один голос. Он считался претендентом на пост председателя правительства и позже, вплоть до тех пор пока кандидатом от НИК не стал Нури аль-Малики. Впоследствии он вновь был переизбран на пост одного из вице-президентов Ирака и ушёл в отставку лишь в 2011 году.
В 2009 году его телохранители стали виновниками кровавого ограбления банка в Багдаде.
В июле 2013 года объявил о своём решении отказаться от пенсионных выплат после работы в качестве вице-президента.

### Премьер-министр Ирака
2 октября 2018 года президент Ирака Бархам Салех назвал Абдула-Махди в качестве нового премьер-министра Ирака.
25 октября 2018 года, вступая в должность главы правительства Ирака, Абдул-Махди заявил, что приоритетом для страны в выстраивании отношений с Соединёнными Штатами и Ираном будет обеспечение собственных национальных интересов. По словам нового премьер-министра, он заинтересован в том, чтобы «обезопасить Ирак от любого (внешнего) вмешательства в его внутренние дела, будь то соседние страны или какие-либо другие государства в мире».
Пятерых из 14 членов будущего кабинета министров Абдул-Махди выбрал из 15 тысяч поступивших онлайн-заявок на специальный интернет-сервис, с помощью которого все претенденты на министерские портфели могли подать свои резюме. Желающие занять пост министра должны были указать, членами какой политической партии они являются и какое министерство рассчитывают возглавить.
1 декабря 2019 года Адиль Абдул-Махди ушёл с поста премьер-министра на фоне протестов, в которых погибли около 400 человек.

## Покушения
26 февраля 2007 года Абдул-Махди пережил покушение, в результате которого погибло десять человек. До этого он становился мишенью как минимум дважды.